# Panorpodes dimorpha
Panorpodes dimorpha is een schorpioenvlieg uit de familie van de Panorpodidae. De wetenschappelijke naam van de soort is voor het eerst geldig gepubliceerd door Issiki in .
De soort komt voor in Japan.